# Haltérophilie aux Jeux olympiques d'été de 2012 - Moins de 58 kg femmes
Navigation
Pékin 2008 Rio de Janeiro 2016
L'épreuve des moins de 58 kg en haltérophilie des Jeux olympiques d'été de 2012 a lieu le 30 juillet dans le ExCeL de Londres.

## Médaillés
| Or         | Argent           | Bronze          |
| Li Xueying | Pimsiri Sirikaew | Rattikan Gulnoi |

## Calendrier
Toutes les heures sont en British Summer Time (UTC+1).
| Date                  | Heure           | Tour              |
| --------------------- | --------------- | ----------------- |
| Lundi 30 juillet 2012 | 12 h 30 15 h 30 | Groupe B Groupe A |

## Résultats
En juillet 2016, la Comité international olympique annonce la disqualification de l’ukrainienne Yuliya Kalina pour dopage. Elle doit rendre sa médaille de bronze qui est récupérée par la thaïlandaise Rattikan Gulnoi.
| Rang                                | Athlète            | Pays            | Groupe | Poids | Arraché (kg) | Arraché (kg) | Arraché (kg) | Arraché (kg) | Épaulé-jeté (kg) | Épaulé-jeté (kg) | Épaulé-jeté (kg) | Épaulé-jeté (kg) | Total |
| Rang                                | Athlète            | Pays            | Groupe | Poids | 1            | 2            | 3            | Résultat     | 1                | 2                | 3                | Résultat         | Total |
| ----------------------------------- | ------------------ | --------------- | ------ | ----- | ------------ | ------------ | ------------ | ------------ | ---------------- | ---------------- | ---------------- | ---------------- | ----- |
| Médaille d'or, Jeux olympiques      | Li Xueying         | Chine           | A      |       | 105          | 105          | 108          | 108          | 133              | 138              | 144              | 138              | 246   |
| Médaille d'argent, Jeux olympiques  | Pimsiri Sirikaew   | Thaïlande       | A      |       | 100          | 103          | 103          | 100          | 131              | 136              | 140              | 136              | 236   |
| Médaille de bronze, Jeux olympiques | Rattikan Gulnoi    | Thaïlande       | A      |       | 98           | 100          | 100          | 100          | 130              | 134              | 136              | 134              | 234   |
| 4                                   | Jong Chun-Mi       | Corée du Nord   | A      |       | 101          | 103          | 103          | 101          | 130              | 134              | 134              | 130              | 231   |
| 5                                   | Nastassia Novikava | Biélorussie     | A      |       | 103          | 106          | 108          | 103          | 127              | 127              | 133              | 127              | 230   |
| 6                                   | Kuo Hsing-chun     | Taipei chinois  | A      |       | 91           | 101          | 102          | 91           | 129              | 133              | 133              | 129              | 228   |
| 7                                   | Alexandra Escobar  | Équateur        | B      | 57.48 | 100          | 100          | 103          | 103          | 123              | 127              | 127              | 123              | 226   |
| 8                                   | Jackelina Heredia  | Colombie        | A      |       | 98           | 100          | 101          | 100          | 125              | 125              | 125              | 125              | 225   |
| 9                                   | Romela Begaj       | Albanie         | A      |       | 101          | 105          | 105          | 101          | 115              | 121              | 121              | 115              | 216   |
| 10                                  | Zoe Smith          | Grande-Bretagne | B      | 57.97 | 90           | 93           | 93           | 90           | 116              | 121              | 121              | 121              | 211   |
| 11                                  | Christin Ulrich    | Allemagne       | B      | 57.40 | 88           | 91           | 93           | 93           | 110              | 114              | 116              | 114              | 207   |
| 12                                  | Yang Eun-Hye       | Corée du Sud    | B      | 57.93 | 83           | 87           | 87           | 87           | 108              | 113              | 116              | 113              | 200   |
| 13                                  | Bediha Tunadagi    | Turquie         | B      | 57.34 | 84           | 87           | 87           | 87           | 103              | 107              | 107              | 107              | 194   |
| 14                                  | Annie Moniqui      | Canada          | B      | 57.91 | 85           | 85           | 88           | 85           | 105              | 105              | 105              | 105              | 190   |
| 15                                  | Jenly Tegu Wini    | Îles Salomon    | B      | 57.43 | 65           | 69           | 69           | 65           | 90               | 93               | 95               | 95               | 160   |
| –                                   | Hidilyn Diaz       | Philippines     | B      | 57.70 | 92           | 97           | 97           | 97           | 118              | 118              | 118              | -                | Abd   |
| –                                   | Lina Rivas         | Colombie        | A      |       | 100          | 103          | 103          | 103          | 120              | 120              | 120              | -                | Abd   |
| DSQ                                 | Yuliya Kalina      | Ukraine         | A      |       | 101          | 104          | 106          | -            | 123              | 127              | 129              | -                |       |
| DSQ                                 | Boyanka Kostova    | Azerbaïdjan     | A      |       | 100          | 103          | 105          | -            | 124              | 124              | 128              | -                |       |